# Marc Forné Molné
Marc Forné i Molné (n. Andorra la Vieja; 30 de diciembre de 1946) es un expolítico y abogado andorrano. Fue jefe de gobierno de Andorra de 1994 a 2005. Presidente del Partido Liberal de Andorra hasta noviembre del 2005. 
La política ejercida por Marc Forné estuvo inspirada en el liberalismo y quiso mantener el bajo nivel de los impuestos y evitar cualquier deriva estatista.
Durante su mandato fue nombrado comendador de la Legión de Honor de la República Francesa, y en 2010 fue nombrado caballero gran cruz de la Orden de Isabel la Católica por el Reino de España.

## Citas
- "Queremos tener en cuenta los últimos debates sobre el llamado 'estado del bienestar social', contenidos en los documentos de las Naciones Unidas y de la Unión Europea, y así evitar tanto los mimetismos estériles como las disfunciones más comunes de dicho modelo: gasto social muy elevado, actividad dirigista del Estado y excesiva burocratización administrativa, falta de eficacia en la distribución de recursos, excesivo proteccionismo, que crea dependencia ciudadana y desmovilización de las iniciativas sociales." (Cumbre para el Desarrollo Social, Copenhague 1995)

- "La estrategia de un país se basa siempre en una perspectiva filosófica fundamental. Los descubrimientos hechos durante los últimos cien años han demostrado que el liberalismo es el mejor sistema para mejorar el bienestar de un país - esta es la razón por la cual la estrategia de Andorra está basada en un modo de pensamiento liberal". (Congreso Internacional Liberal, Oxford, Reino Unido, 27-30 de noviembre de 1997)

| Predecesor: Òscar Ribas Reig | Jefe del Gobierno de Andorra 1994-2005 | Sucesor: Albert Pintat Santolària |

- Datos: Q365542
- Multimedia: Marc Forné Molné / Q365542